# Tour de Flandes 1976
El Tour de Flandes 1976, la 60ª edición de esta clásica ciclista belga. Se disputó el 4 de abril de 1976. El vencedor final fue el belga Walter Planckaert ganó su única De Ronde al imponerse en el esprint final al italiano Francesco Moser y al también belga Marc Demeyer.

## Clasificación General
| Posición | Ciclista           | Equipo                  | Tiempo     |
| -------- | ------------------ | ----------------------- | ---------- |
| 1        | Walter Planckaert  | Maes Pils-Rokado        | 6h 10' 00" |
| 2        | Francesco Moser    | Sanson-Benotto          | m. t.      |
| 3        | Marc Demeyer       | Flandria-Velda          | m. t.      |
| 4        | Roger de Vlaeminck | Brooklyn                | + 16"      |
| 5        | Freddy Maertens    | Flandria-Velda          | m. t.      |
| 6        | Willy Teirlinck    | Gitane-Campagnolo       | + 22"      |
| 7        | Eric Leman         | Zoppas-Splendor-Sinalco | m. t.      |
| 8        | Walter Godefroot   | Ijsboerke-Colnago       | m. t.      |
| 9        | Frans Verbeeck     | Ijsboerke-Colnago       | m. t.      |
| 10       | André Dierickx     | Maes Pils-Rokado        | m. t.      |